# Hrvatski klizački savez
Hrvatski klizački savez je hrvatska krovna organizacija za umjetničko klizanje, sinkronizirano klizanje i brzo klizanje na kratkim stazama.
Medunarodni naziv za Savez je Croatian Skating Federation.
Osnovan je 28. listopada 1939. godine u Zagrebu.
Član je Međunarodnoga klizačkoga saveza (International Skating Union - ISU) od 25. siječnja 1992. godine.
Savez je jedan od rijetkih klizačkih saveza u svijetu koji ima čak pet međunarodnih natjecanja koja su u kalendaru Međunarodnog klizačkog saveza. To su Zlatna pirueta, Zlatni medvjed, Trofej Mladost i ISU Junior Grand Prix – Croatia Cup u umjetničkom klizanju te Trofej Zagrebačkih pahuljica u sinkroniziranom klizanju.

## Umjetničko klizanje

### Olimpijske igre

#### Pojedinačno
Najbolji rezultat je 10. mjesto Sande Dubravčić 1984.

#### Parovi
HKS još nije imao predstavnika.

### Svjetsko prvenstvo

#### Pojedinačno
Najbolji rezultat je 9. mjesto Sande Dubravčić 1984.

#### Parovi
Sportski par: Lana Petranović/ Antonio Souza Kordeiru su ostvarili najbolji rezultat s 16. mjestom 2019.
Plesni par: Kamilla Szolnoki / Dejan Illes su ostvarili najbolji rezultat s 33. mjestom 2001.

### Grand Prix Finale umjetničkog klizanja
nakon 2018.
Još se niti jedan natjecatelj (pojedinačno ili u paru) nije kvalificirao.

### Europsko prvenstvo
| Medalje | Pojedinačno | Pojedinačno | Parovi   | Parovi | Ukupno |
| ------- | ----------- | ----------- | -------- | ------ | ------ |
| Medalje | M           | Ž           | sportski | plesni | Ukupno |
| Zlato   | /           | 0           | /        | /      | 0      |
| Srebro  | /           | 1           | /        | /      | 1      |
| Bronca  | /           | 0           | /        | /      | 0      |

#### Pojedinačno
italic - hrvatski klizači koji su medalje osvojili za Jugoslaviju
| # | Klizač(ica)     | Zlato | Srebro | Bronca | Ukupno |
| - | --------------- | ----- | ------ | ------ | ------ |
| 1 | Sanda Dubravčić | 0     | 1      | 0      | 1      |

#### Parovi
Sportski par: Lana Petranović / Antonio Souza-Kordeiru su ostvarili najbolji rezultat s 8. mjestom 2019.
Plesni par: Kamilla Szolnoki / Dejan Illes su ostvarili najbolji rezultat s 28. mjestom 2001.

### Zlatna pirueta
nepotpuni podaci
Pobjednici na barem 1 natjecanju.
| Klizač(ica)     |   |   | Σ |
| --------------- | - | - | - |
| Sanda Dubravčić | 5 | 1 | 6 |
| Idora Hegel     | 1 | 1 | 2 |

### Svjetska ljestvica - najbolja pozicija
listopad 2018.
Napomena: Zbog nedostupnosti podataka, radi se o pozicijama na ljestvici na kraju sezone
|                               | M                     | Ž               | Sportski par                                 | Plesni par                      |
| ISU World Standings *         | 94. Nicholas Vrdoljak | 47. Idora Hegel | 39. Lana Petranović / Antonio Souza-Kordeiru | 118. Andrea Major / Dejan Illes |
| ISU Season's World Ranking ** |                       |                 |                                              |                                 |

* uzima u obzir rezultate ostvarene u tekućoj i dvije prijašnje sezone
** uzima u obzir samo rezultate ostvarene u tekućoj sezoni

## Brzo klizanje

### Olimpijske igre
Na dugim stazama najbolji rezultat je 31. mjesto Dubravke Vukušić 1984.
Na kratkim stazama Hrvatska još nije imala predstavnika.

### Svjetsko prvenstvo
Kratke staze
Najbolji rezultat je 28. mjesto Martina Kolenca 2019., 500m i 1000m.

### Svjetski kup
ISU World Cup
Najbolji rezultat je ulazak u četvrtfinale na 500m Ivan Martinića 2019.
| Klizači(ce) | Tip | Pobjede | Top 3 |
| ----------- | --- | ------- | ----- |
| [[]]        | Ks  | 0       | 0     |

### Europsko prvenstvo
| Medalje | Duge staze | Duge staze | Duge staze              | Duge staze              | Duge staze | Duge staze | Kratke staze    | Kratke staze    | Kratke staze            | Kratke staze            | Kratke staze | Kratke staze | Ukupno |
| ------- | ---------- | ---------- | ----------------------- | ----------------------- | ---------- | ---------- | --------------- | --------------- | ----------------------- | ----------------------- | ------------ | ------------ | ------ |
| Medalje | samalog    | samalog    | pojedinačne udaljenosti | pojedinačne udaljenosti | ekipno     | ekipno     | bodovni poredak | bodovni poredak | pojedinačne udaljenosti | pojedinačne udaljenosti | štafete      | štafete      | Ukupno |
| Medalje | M          | Ž          | M                       | Ž                       | M          | Ž          | M               | Ž               | M                       | Ž                       | M            | Ž            | Ukupno |
| Zlato   | /          | /          | /                       | /                       | /          | /          | /               | /               | /                       | /                       | /            | /            | 0      |
| Srebro  | /          | /          | /                       | /                       | /          | /          | /               | /               | /                       | /                       | /            | /            | 0      |
| Bronca  | /          | /          | /                       | /                       | /          | /          | /               | /               | /                       | /                       | /            | /            | 0      |

## Nacionalni rekordi
| WR | Svjetski rekord       |
|    | Olimpijske discipline |

### Umjetničko & Sinkronizirano klizanje
pro 2017., izvor:
| Nazivlje |
| --- |
| kratki program = engl. short program (SP) [prije original program, technical program] slobodni (/dugi) program = engl. free skating (FS), free skate, long program ritmički ples = engl. rhythm dance (RD) slobodni ples = engl. free dance (FD) kratki ples = engl. short dance (SD) obavezni ples = engl. compulsory dance (CD) originalni ples = engl. original dance (OD) [prije original set pattern dance (OSPD)] obavezne figure = engl. compulsory figures (CF) |

Nap: Nakon izmjene načina bodovanja 2003.
Nap: Svjetski rekord total score-a za plesni par iznosi preko 200.0, dok ostali iznose preko 220.0 bodova.
| Discipline→                   | Discipline→                     | Pojedinačno              | Pojedinačno        | Parovi                                   | Parovi         | Sinkronizirano |
| ----------------------------- | ------------------------------- | ------------------------ | ------------------ | ---------------------------------------- | -------------- | -------------- |
| Discipline→                   | Discipline→                     | M                        | Ž                  | sportski                                 | plesni         | Sinkronizirano |
|                               |                                 |                          |                    |                                          |                |                |
| total score                   | total score                     | 187.28 Nicholas Vrdoljak | 142.64 Idora Hegel | 153.93 L. Petranović / A. Souza-Kordeiru | nema rezultata |                |
| s e g m e n t i               | kratki program, SP              | 61.71 Nicholas Vrdoljak  | 48.63 Idora Hegel  | 53.14 L. Petranović / A. Souza-Kordeiru  | X              |                |
| s e g m e n t i               | slobodni (dugi) program, FS     | 125.57 Nicholas Vrdoljak | 94.22 Idora Hegel  | 100.90 L. Petranović / A. Souza-Kordeiru | X              |                |
| s e g m e n t i               | ritmični ples, RD               | X                        | X                  | X                                        |                | X              |
| s e g m e n t i               | slobodni ples, FD               | X                        | X                  | X                                        |                | X              |
|                               |                                 |                          |                    |                                          |                |                |
| u s k e i g n m u e t n i t i | kratki ples, SD (2011. do '18.) | X                        | X                  | X                                        |                | X              |
| u s k e i g n m u e t n i t i | obavezni ples, CD (do 2010.)    | X                        | X                  | X                                        |                | X              |
| u s k e i g n m u e t n i t i | originalni ples, OD (do 2010.)  | X                        | X                  | X                                        |                | X              |
| u s k e i g n m u e t n i t i | slobodni ples, FD (do 2010.)    | X                        | X                  | X                                        |                | X              |
| total score CD+OD+FD          | total score CD+OD+FD            | X                        | X                  | X                                        |                | X              |
| total score SD+FD (do '10.)   | total score SD+FD (do '10.)     | X                        | X                  | X                                        |                | X              |

### Brzo klizanje
2 - 1 - 2023 

| SLWB | Najbolje svjetsko vrijeme na morskoj razini |
|      | Svjetsko allround prvenstvo                 |
| s    | prolazno vrijeme                            |

| Discipline            | Discipline        | Discipline        | Discipline        | Duge staze (400m)    | Duge staze (400m)        | Kratke staze (111.12m) | Kratke staze (111.12m)   |
| --------------------- | ----------------- | ----------------- | ----------------- | -------------------- | ------------------------ | ---------------------- | ------------------------ |
| Discipline            | Discipline        | Discipline        | Discipline        | muškarci             | žene                     | muškarci               | žene                     |
|                       |                   |                   |                   |                      |                          |                        |                          |
| p o j e d i n a č n o | 400m              | 400m              | 400m              |                      |                          | ——                     | ——                       |
| p o j e d i n a č n o | 500m              | 500m              | 500m              | 40.50 Nenad Žvanut   | 50.30 Dubravka Vukušić   | 41.243 Martin Kolenc   | 44.033 Valentina Aščić   |
| p o j e d i n a č n o | 500m x2           | 500m x2           | 500m x2           |                      |                          | ——                     | ——                       |
| p o j e d i n a č n o | 1000m             | 1000m             | 1000m             | 1:24.20 Nenad Žvanut | 1:40.86 Dubravka Vukušić | 1:25.161 Martin Kolenc | 1:32.277 Valentina Aščić |
| p o j e d i n a č n o | 1500m             | 1500m             | 1500m             | 2:14.20 Nenad Žvanut | 2:37.53 Dubravka Vukušić | 2:18.017 Martin Kolenc | 2:21.456 Valentina Aščić |
| p o j e d i n a č n o | 3000m             | 3000m             | 3000m             | 4:58.10 Nenad Žvanut | 6:04.47 Dubravka Vukušić |                        |                          |
| p o j e d i n a č n o | 5000m             | 5000m             | 5000m             | 8:44.30 Nenad Žvanut | 12:26.16 Diana Blagdan   | ——                     | ——                       |
| p o j e d i n a č n o | 10000m            |                   |                   |                      |                          | ——                     | ——                       |
| p o j e d i n a č n o | 1 sat             |                   |                   |                      |                          | ——                     | ——                       |
| p o j e d i n a č n o |                   |                   |                   |                      |                          |                        |                          |
| p o j e d i n a č n o | s a m a l o g     | adelskalender     | adelskalender     |                      |                          | ——                     | ——                       |
| p o j e d i n a č n o | s a m a l o g     | kom bi na ci je   | velika            |                      | —                        | ——                     | ——                       |
| p o j e d i n a č n o | s a m a l o g     | kom bi na ci je   | mala              |                      |                          | ——                     | ——                       |
| p o j e d i n a č n o | s a m a l o g     | kom bi na ci je   | sprint            |                      |                          | ——                     | ——                       |
| p o j e d i n a č n o |                   |                   |                   |                      |                          |                        |                          |
| p o j e d i n a č n o | bodovi (OI/SP/EP) | bodovi (OI/SP/EP) | bodovi (OI/SP/EP) | ——                   | ——                       |                        |                          |
|                       |                   |                   |                   |                      |                          |                        |                          |
| e k i p n o           | e k i p n o       | potjera (3)       | potjera (3)       |                      |                          | ——                     | ——                       |
| e k i p n o           | e k i p n o       | sprint            |                   |                      |                          | ——                     | ——                       |
| e k i p n o           | e k i p n o       | štafete (4) *     | 3000m             | ——                   | ——                       |                        | 4:40.068                 |
| e k i p n o           | e k i p n o       | štafete (4) *     | 5000m             | ——                   | ——                       |                        | —                        |

* Štafeta nije oblika "4x"; 4 klizača kliže proizvoljnu daljinu.

## Ostalo
Prvo klizalište u Hrvatskoj uredio je zagrebački trgovac i športaš Ladislav Beluš. Njegovom zaslugom u Zagrebu je 24. prosinca 1874. utemeljen Klizački klub. U Hrvatskoj je prva površina s umjetnim ledom uređena na Šalati u Zagrebu 1961.
Umjetničko klizanje
Željka Čižmešija je na SP-u 1990. postala posljednji natjecatelj u umjetničkom klizanju koji je izveo compulsory figures na službenom međunarodnom natjecanju.
Prvi nastup na OI u umjetničkom klizanju bio je nastup Sande Dubravčić 1980. godine. Četiri godine kasnije na OI u Sarajevu ona je upalila olimpijski plamen. Prvi nastup na OI u muškoj konkurenciji umjetničkog klizanja bio je nastup Miljana Begovića 1984.
Kamilla Szolnoki / Dejan Illes su prvi plesni par koji je nastupio na SP-u (2001.) i EP-u (2001.). Amy Ireland / Michael Bahoric su prvi sportski par koji je nastupio na SP-u (2008.) i EP-u (2008.).
Sanda Dubravčić je jedini natjecatelj u umjetničkom klizanju iz Hrvatske koji ima plasmane u prvih 10 na OI, SP i EP-u.
Najviše nastupa na OI imaju Željka Čižmešija, Sanda Dubravčić, Idora Hegel (2) i Miljan Begović, Tomislav Čižmešija (1).
Svjetska prvenstva u Hrvatskoj
- Svjetsko prvenstvo u sinkroniziranom klizanju 2024., Zagreb (trebalo se održati 2021., ali je Svjetsko prvenstvo otkazano zbog Covid19 pandemije)
- Svjetsko prvenstvo u sinkroniziranom klizanju 2009., Zagreb
- Svjetsko prvenstvo u sinkroniziranom klizanju 2004., Zagreb

Mlađe kategorije na svjetskim natjecanjima
nakon 2017.
|                  | Spol |   |   |   | Ukupno |
| ---------------- | ---- | - | - | - | ------ |
| SP Junior        | M    | 0 | 0 | 0 | 0      |
| SP Junior        | Ž    | 0 | 0 | 0 | 0      |
| SP Junior        | Par  | 0 | 0 | 0 | 0      |
|                  |      |   |   |   |        |
| GP Finale Junior | M    | 0 | 0 | 0 | 0      |
| GP Finale Junior | Ž    | 0 | 0 | 0 | 0      |
| GP Finale Junior | Par  | 0 | 0 | 0 | 0      |
|                  |      |   |   |   |        |
| OIM              | M    | 0 | 0 | 0 | 0      |
| OIM              | Ž    | 0 | 0 | 0 | 0      |
| OIM              | Par  | 0 | 0 | 0 | 0      |

Brzo klizanje
Prvi nastup na OI u brzom klizanju bio je 1984., nastupi Dubravke Vukušić i Nenada Žvanuta.
Brzo klizanje na kratke staze
Nastup Valentine Aščić u B finalu (ukupno 14.) na EP 2021. prvi je plasman jednog hrvatskog reprezentativca u finalnu utrku na nekom velikom prvenstvu.
Nastup Martina Kolenca u polufinalu na SP 2021. bio je prvi nastup Hrvatske u polufinalu svjetskog prvenstva.
Prvi nastup na OI bio je Valentine Aščić 2022. U konkurenciji za odlazak s podjednakim zaslugama bila je i Katarina Burić, ali kako je ostvarena samo jedna ženska kvota savez se odlučio za prvu.
Mlađe kategorije na svjetskim natjecanjima
nakon 2017.
+N - je samalog poredak u brzom klizanju / bodovni poredak u klizanju na kratke staze / ukupni poredak u Svjetskom kupu na kraju sezone
| Natjecanje        | Natjecanje | Spol    |     |     |     | Ukupno |
| ----------------- | ---------- | ------- | --- | --- | --- | ------ |
| d s u t g a e z e | SP Junior  | M       | 0+0 | 0+0 | 0+0 | 0      |
| d s u t g a e z e | SP Junior  | Ž       | 0+0 | 0+0 | 0+0 | 0      |
| d s u t g a e z e | SP Junior  | ekipno  | 0   | 0   | 0   | 0      |
| d s u t g a e z e |            |         |     |     |     |        |
| d s u t g a e z e | OIM        | M       | 0   | 0   | 0   | 0      |
| d s u t g a e z e | OIM        | Ž       | 0   | 0   | 0   | 0      |
| d s u t g a e z e |            |         |     |     |     |        |
| d s u t g a e z e | SK Junior  | M       | 0+0 | 0+0 | 0+0 | 0      |
| d s u t g a e z e | SK Junior  | Ž       | 0+0 | 0+0 | 0+0 | 0      |
|                   |            |         |     |     |     |        |
| k s r t a t z k e | SP Junior  | M       | 0+0 | 0+0 | 0+0 | 0      |
| k s r t a t z k e | SP Junior  | Ž       | 0+0 | 0+0 | 0+0 | 0      |
| k s r t a t z k e | SP Junior  | štafete | 0   | 0   | 0   | 0      |
| k s r t a t z k e |            |         |     |     |     |        |
| k s r t a t z k e | OIM        | M       | 0   | 0   | 0   | 0      |
| k s r t a t z k e | OIM        | Ž       | 0   | 0   | 0   | 0      |

### Međunarodna natjecanja u Hrvatskoj
| Turniri s barem 15 izdanja ili 1. turniri svoje vrste u Hrvatskoj ili turniri posebni u europskim razmjerima | Turniri s barem 15 izdanja ili 1. turniri svoje vrste u Hrvatskoj ili turniri posebni u europskim razmjerima | Turniri s barem 15 izdanja ili 1. turniri svoje vrste u Hrvatskoj ili turniri posebni u europskim razmjerima | Turniri s barem 15 izdanja ili 1. turniri svoje vrste u Hrvatskoj ili turniri posebni u europskim razmjerima | Turniri s barem 15 izdanja ili 1. turniri svoje vrste u Hrvatskoj ili turniri posebni u europskim razmjerima | Turniri s barem 15 izdanja ili 1. turniri svoje vrste u Hrvatskoj ili turniri posebni u europskim razmjerima | Turniri s barem 15 izdanja ili 1. turniri svoje vrste u Hrvatskoj ili turniri posebni u europskim razmjerima |
| Grana | Naziv turnira                                                                                                | Lokacija | 1. izdanje                                                                                                   | Zadnje izdanje                                                                                               | Bilješke | |
| --- | --- | --- | --- | --- | --- | --- |
| brzoKs | Alpe Adria Trophy Series u Hrvatskoj                                                                         | Zagreb | . | održava se                                                                                                   | [ 11 ] [ 12 ] [ 13 ]                                                                                         | |
| umjetničko                                                                                                   | ISU Junior Grand Prix – Croatia Cup / ISU JGP Croatia Cup (engl.)                                            | Zagreb | 1999. | ?? | | |
| umjetničko                                                                                                   | Mladost Trophy / Trofej Mladosti                                                                             | Zagreb | 2000. | ?? | [ 14 ] | |
| sinkro | Trofej Zagrebačkih pahuljica (engl.)                                                                         | Zagreb | 2001. | održava se                                                                                                   | | |
| umjetničko                                                                                                   | Zlatna pirueta                                                                                               | Zagreb, Sisak                                                                                                | 1967. | održava se                                                                                                   | najstarije natjecanje u umjetničkom klizanju na svijetu;                                                     | |
| umjetničko                                                                                                   | Zlatni medvjed (engl.)                                                                                       | Zagreb | 1989. | održava se                                                                                                   | [ 15 ] | |

## Vanjske poveznice
- Službena stranica saveza

Baze podataka
- SchaatsStatistieken
- SpeedSkatingResults
- SpeedSkatingBase  Arhivirana inačica izvorne stranice od 3. srpnja 2022. (Wayback Machine)
- ISU kratke staze - rezultati  Arhivirana inačica izvorne stranice od 5. studenoga 2014. (Wayback Machine)
- ShortTrackOnline
- ShortTrackLive